# پی‌یرا دلی اسپوستی
پی‌یرا دلی اسپوستی (ایتالیایی: Piera Degli Esposti؛ زادهٔ ۱۲ مارس ۱۹۳۸ - ۱۴ اوت ۲۰۲۱) بازیگر اهل ایتالیا بود.
از فیلم‌ها یا برنامه‌های تلویزیونی که وی در آن نقش داشته است، می‌توان به حق مشاوره، ایل دیوو، زن ناشناخته، مده‌آ، لبخند مادر من، زیر نشان عقرب، دون بوسکو، نامزد و ارواح – به سبک ایتالیایی اشاره کرد.